# Cappella Demidoff (Bagni di Lucca)
La cappella Demidoff è un edificio sacro che si trova a Bagni di Lucca.

## Storia e descrizione
Il principe russo Niccolò Demidoff, che all'inizio dell'Ottocento si era stabilito in Toscana, volle dotare Bagni di Lucca di un ospedale nel quale potessero venire accolti anche i poveri bisognosi di cure termali. Oltre alla struttura di accoglienza, il principe fece realizzare da Giacomo Marracci, intorno al 1825, anche la candida cappella che, nel suo impianto cilindrico cupolato e col suo pronao corinzio, ripropone le severe forme del Pantheon di Roma, debitamente miniaturizzate.
Il ponte in legno che collegava la cappella al prospiciente ospedale crollò a seguito di una rovinosa piena nel 1836. Fu grazie all'iniziativa del figlio di Niccolò, Anatolio Demidoff, che, nel 1850, fu commissionata a Giuseppe Pardini l'erezione di un nuovo ponte, stavolta in muratura, ancora esistente con la sua leggera arcata in mattoni e marmo e i suoi parapetti eleganti in ferro fuso.